# Piliocolobus
Piliocolobus (Rochebrune, 1877), o colobo rosso, è un genere di scimmie catarrine della famiglia Cercopithecidae.

## Tassonomia
Un tempo, tutte le specie ascritte a questo genere venivano classificate nel genere-contenitore Colobus; in seguito, una revisione tassonomica ne decretò l'assegnazione al genere Procolobus. Attualmente, è stata operata una nuova scissione del genere Procolobus, con l'istituzione del nuovo genere Piliocolobus, mentre a Procolobus viene ascritta un'unica specie, P. verus.

Il genere Piliocolobus comprende le seguenti specie:
- Piliocolobus badius  - colobo ferruginoso o colobo rosso occidentale
- Piliocolobus bouvieri  - colobo rosso di Bouvier
- Piliocolobus epieni  - colobo rosso del delta del Niger
- Piliocolobus foai  - colobo rosso dell'Africa centrale
- Piliocolobus gordonorum  - colobo rosso degli Udzungwa o colobo rosso dell'Iringa
- Piliocolobus kirkii  - colobo rosso di Zanzibar
- Piliocolobus langi  - colobo rosso del fiume Lualaba
- Piliocolobus oustaleti  - colobo rosso di Oustalet
- Piliocolobus parmentieri  - colobo rosso del Lomami
- Piliocolobus pennantii  - colobo rosso di Pennant
- Piliocolobus preussi  - colobo rosso di Preuss
- Piliocolobus rufomitratus  - colobo rosso del Fiume Tana o colobo rosso orientale
- Piliocolobus semlikiensis  - colobo rosso di Semliki
- Piliocolobus temminckii  - colobo rosso di Temminck
- Piliocolobus tephrosceles  - colobo rosso dell'Uganda
- Piliocolobus tholloni  - colobo rosso di Thollon o colobo rosso dello Tshuapa
- Piliocolobus waldronae  - colobo rosso di Miss-Waldron